# Robert Bernasconi
Robert L. Bernasconi (geb. 5. August 1950 in Newcastle upon Tyne) ist Edwin Erle Sparks Professor für Philosophie und Afroamerikanische Studien an der Pennsylvania State University. Seine Arbeitsgebiete sind insbesondere die Werke von Martin Heidegger und Emmanuel Levinas sowie das Thema Rasse und Rassenbegriff. Er hat zudem zur Geschichte der europäischen Philosophie des 19. und 20. Jahrhunderts geschrieben.

## Berufliche Entwicklung
Bernasconi erwarb den Bachelor of Arts 1972 sowie den Doktortitel 1982 an der University of Sussex. Er lehrte dreizehn Jahre an der University of Essex, bevor er eine Stelle an der Universität Memphis annahm. Im Herbst 2009 wechselte er von Memphis an die Fakultät für Philosophie der Pennsylvania State University. Bernasconi stammt aus einer Akademikerfamilie. Sein Bruder John ist Direktor der Schönen Künste an der Universität Hull. Die Familie hat italienische Wurzeln.
Bernasconi ist Gründungsherausgeber der Zeitschrift „Critical Philosophy of Race“ und außerdem Herausgeber der „Levinas Studies“ und von „Eco-Ethica“.

## Arbeitsgebiete
Neben umfangreichen Arbeiten über Heidegger und Levinas hat Bernasconi über Immanuel Kant, Georg Wilhelm Friedrich Hegel, Hannah Arendt, Hans-Georg Gadamer, Jean-Paul Sartre, Frantz Fanon, Jacques Derrida und zahlreiche andere geschrieben.
Anfang der 1990er Jahre begann Bernasconi, sich für die Konzepte Rasse und Rassismus zu interessieren, insbesondere im Zusammenhang mit der Geschichte der Philosophie. Neben zahlreichen Artikeln zu Rasse, Rassismus, Sklaverei, afrikanischer Philosophie und verwandten Themen hat er auch Primärtexte zu diesen Themen herausgegeben. Bernasconi ist der Auffassung: „Dass Kant ein führender Befürworter des Rassenbegriffs war, als dessen wissenschaftlicher Status noch lange nicht gesichert war, ist gut belegt. In der Tat kann man mit Fug und Recht sagen, Kant habe den wissenschaftlichen Begriff der Rasse erfunden, insofern er die erste klare Definition desselben gab.“ Einer seiner wesentlichen Kritikpunkte ist der Eurozentrismus in der westlichen Philosophie.

## Werke

### Eigene Bücher
- Critical Philosophy of Race: Essays (Oxford University Press, Oxford 2022)
- How to Read Sartre (W. W. Norton, New York 2007)
- Heidegger in Question: The Art of Existing (Humanities Press, Atlantic Highlands 1993)
- The Question of Language in Heidegger’s History of Being (Humanities Press, Atlantic Highlands 1985)

### Herausgeber
- Race, Hybridity, and Miscegenation (Thoemmes, Bristol 2005). Mit Kristie Dotson.
- Race and Anthropology (Thoemmes, Bristol 2003).
- Race and Racism in Continental Philosophy (Indiana University Press, Bloomington 2003). Mit Sybol Cook.
- American Theories of Polygenesis (Thoemmes, Bristol 2002).
- The Cambridge Companion to Levinas (Cambridge University Press, Cambridge 2002). Mit Simon Critchley.
- Concepts of Race in the Eighteenth Century (Thoemmes, Bristol 2001).
- Race (Oxford: Blackwell, 2001).
- In Proximity: Emmanuel Levinas and the Eighteenth Century (Texas Tech University Press, Lubbock 2001). Mit Melvin New und Richard A. Cohen.
- The Idea of Race (Hackett Publishing, Indianapolis 2000). Mit Tommy Lee Lott.
- Re-Reading Levinas (Indiana University Press, Bloomington 1991). Mit Simon Critchley.
- The Provocation of Levinas (Routledge, New York 1988). Mit David Wood.
- Derrida and Différance (Parousia Press, Warwick 1985; Northwestern University Press, Evanston 1988). Mit David Wood.
- Time and Metaphysics (Parousia Press, Coventry 1982). Mit David Wood.

### Ausgewählte Artikel
- Slavery’s absence from histories of moral and political philosophy, in: Southern Journal of Philosophy 62 (S1) 2024. S. 54–67
- Hegel and Egypt’s African Element, in: Hegel Bulletin 45 (1) 2024, S. 6–22
- Ottobah Cugoano’s Place in the History of Political Philosophy: Slavery and the Philosophical Canon, in: Critical philosophy of race: Essays. Oxford University Press, New York 2023, S. 123–141
- I am not myself: Augustine, Locke, and Levinas on the Self, in: Levinas Studies 15 (2021), S. 147–160
- Frantz Fanon’s Engagement with Phenomenology: Unlocking the Temporal Architecture of Black Skin, White Masks, in: Research in Phenomenology 50 (3) 2020, S. 386–406
- A most dangerous error: The Boasian myth of a knock-down argument against racism, in: Angelaki 24 (2) 2019, S. 92–103
- Environmental Racism, Anthropocentric Racism, and the Dialectic, in: Eco-Ethica 7 (2018), S. 169–182
- Islamophobia as a Racism, in: Eco-Ethica 5 (2016), S. 167–184
- Heredity and Hybridity in the Natural History of Kant, Girtanner, and Schelling during the 1790s, in: Susanne Lettow (Hg.): Reproduction, Race, and Gender in Philosophy and the Early Life Sciences, State University of New York Press 2014, S. 237–258
- Silencing the Hottentots: Kolb’s Pre-Racial Encounter with the Hottentots And Its Impact on Buffon, Kant, and Rousseau, in: Graduate Faculty Philosophy Journal 35 (1-2) 2014, S. 101–124
- Kant and the Distinction between Nature and Culture, in: Eco-Ethica 3 (2014), S. 23–38
- Where Is Xenophobia in the Fight against Racism? , in: Critical Philosophy of Race 2 (1) 2014, S. 5–19.
- Race, Culture, History, in: Paul C. Taylor (Hg.): The Philosophy of Race, Routledge, New York 2012, S. 41–56.
- Crossed Lines in the Racialization Process: Race as a Border Concept, 'in: Research in Phenomenology 42 (2012): S. 206–228.
- Kant’s Third Thoughts on Race, in: Stuart Elden & Eduardo Mendieta (Hg.): Reading Kant’s Geography. State University of New York Press 2011, S. 291–318
- Toward a Phenomenology of Human Rights, in: Eco-Ethica 1 (2011), S. 83–96
- The Policing of Race Mixing: The Place of Biopower within the History of Racisms, in: Journal of Bioethical Inquiry 7 (2010), S. 205–16.
- Race and Earth in Heidegger’s Thinking During the Late 1930s, in: Southern Journal of Philosophy 48 (2010), S. 49–66.
- Must We Avoid Speaking of Religion? The Truths of Religions, in: Research in Phenomenology 39 (2009), S. 204–223
- ‘Our Duty to Conserve’: W. E. B. Du Bois’s Philosophy of History in Context, in: South Atlantic Quarterly, 108 (2009), S. 519–540
- A Haitian in Paris: Anténor Firmin as a philosopher against racism, in: Patterns of Prejudice, 42 (2008), S. 365–383
- Can Race be Thought in Terms of Facticity: A Reconsideration of Sartre’s and Fanon’s Existential Theories of Race, in: François Raffoul und Eric Sean Nelson: Rethinking Facticity, Albany: State University of New York Press, 2008
- Black Skin, White Skulls: The Nineteenth Century Debate over the Racial Identity of the Ancient Egyptians, in: Parallax, 13 (2007), S. 6–20.
- ‘Y’all don’t hear me now’: On Lorenzo Simpson’s The Unfinished Project, in: Philosophy and Social Criticism, 33 (2007), S. 289–299.
- Sartre’s Response to Merleau-Ponty’s Charge of Subjectivism, in: Philosophy Today 50 (2006), S. 113–125.
- What are Prophets for? Negotiating the Teratological Hypocrisy of Judeo-Hellenic Europe, in: Revista portuguesa de filosofía, 62 (2006), S. 441–455.
- The Contradictions of Racism: Locke, Slavery, and the Two Treatises of Government mit Anika Maaza Mann, in: Andrew Valls (Hg.), Race and Racism in Modern Philosophy, Ithaca: Cornell University Press, 2005, S. 89–107.
- Levinas and the Struggle for Existence, in Eric Sean Nelson, Antje Kapust & Kent Still (Hg.), Addressing Levinas (Evanston: Northwestern University Press, 2005).
- Lévy-Bruhl among the Phenomenologists: Exoticisation and the Logic of ‘the Primitive’, in: Social Identities, 11 (2005), S. 229–245.
- Identity and Agency in Frantz Fanon, in: Sartre Studies International 10, 2 (2004), S. 106–109.
- No Exit: Levinas’ Aporetic Account of Transcendence, in: Research in Phenomenology, 35 (2005): S. 101–117.
- Hegel's Racism: A Reply to McCarney, in: Radical Philosophy, 119 (2003).
- Will the Real Kant Please Stand Up: The Challenge of Enlightenment Racism to the Study of the History of Philosophy, in: Radical Philosophy, 117 (2003): S. 13–22.
- With What Must the History of Philosophy Begin? Hegel’s Role in the Debate on the Place of India within the History of Philosophy, in: David A. Duquette (Hg.), Hegel’s History of Philosophy: New Interpretations (Albany: State University of New York Press, 2003), S. 35–49.
- The Assumption of Negritude: Aimé Césaire, Frantz Fanon, and the Vicious Circle of Racial Politics, in: Parallax, S. 8, 2 (2002): S. 69–83.
- Emmanuel Levinas: The Phenomenology of Sociality and the Ethics of Alterity, mit Stacy Keltner, in: John Drummond (Hg.): Phenomenological Approaches to Moral Philosophy (Dordrecht: Kluwer, 2002), S. 249–268.
- The Ghetto and Race, in: David Theo Goldberg & John Solomos (Hg.), A Companion to Racial and Ethnic Studies (Oxford: Blackwell, 2002), S. 340–48.
- What is the Question to which 'Substitution' is the Answer? in: Bernasconi & Critchley (Hg.): The Cambridge Companion to Levinas (2002), S. 234–251.
- Eliminating the Cycle of Violence: The Place of A Dying Colonialism within Fanon’s Revolutionary Thought, in: Philosophia Africana 4, 2 (2001), S. 17–25.
- Who Invented the Concept of Race? Kant’s Role in the Enlightenment Construction of Race, in Bernasconi (Hg.), Race (2001), S. 11–36.
- Almost Always More Than Philosophy Proper, in: Research in Phenomenology 30 (2000), S. 1–11.
- The Invisibility of Racial Minorities in the Public Realm of Appearances, in: Kevin Thompson & Lester Embree (Hg.): Phenomenology of the Political (Netherlands: Kluwer, 2000): S. 169–187.
- Krimskrams: Hegel and the Current Controversy about the Beginnings of Philosophy, in Charles E. Scott & John Sallis (Hg.): Interrogating the Tradition: Hermeneutics and the History of Philosophy (Albany: State University of New York Press, 2000), S. 191–208.
- With What Must the Philosophy of World History Begin? On the Racial Basis of Hegel’s Eurocentrism in: Nineteenth Century Contexts, 22 (2000), S. 171–201.
- Expecting the Unexpected, in: James Watson (Hg.), Portraits of American Continental Philosophers (Bloomington: Indiana University Press, 1999): S. 13–24.
- Richard J. Bernstein: Hannah Arendt’s Alleged Evasion of the Question of Jewish Identity, in: Continental Philosophy Review, 32 (1999), S. 472–478.
- The Third Party: Levinas on the Intersection of the Ethical and the Political, in: Journal of the British Society for Phenomenology, 30 (1999), S. 76–87.
- The Truth that Accuses: Conscience, Shame, and Guilt in Levinas and Augustine, in: Gary B. Madison & Marty Fairbairn (Hg.), The Ethics of Postmodernity (Evanston: Northwestern University Press, 1999), S. 24–34.
- ‘We Philosophers’: Barbaros medeis eisito, in Rebecca Comay & John McCumber (Hg.): Endings: Questions of Memory in Hegel and Heidegger (Evanston: Northwestern University Press, 1999).
- Different Styles of Eschatology: Derrida’s Take on Levinas' Political Messianism, in: Research in Phenomenology 28 (1998), S. 3–19.
- Hegel at the Court of the Ashanti, in Stuart Barnett (Hg.): Hegel after Derrida (New York & London: Routledge, 1998), S. 41–63.
- African Philosophy’s Challenge to Continental Philosophy, in Emmanuel Chukwudi Eze (Hg.): Postcolonial African Philosophy: A Critical Reader (Oxford: Blackwell, 1997).
- Justice Without Ethics?, in: PLI—Warwick Journal of Philosophy, 6 (1997), S. 58–67.
- Eckhart’s Anachorism, in: Graduate Faculty Philosophy Journal, 19, 2–20, 1 (1997), S. 81–90.
- Opening the Future: The Paradox of Promising in the Hobbesian Social Contract in: Philosophy Today 41 (1997), S. 77–86.
- Philosophy’s Paradoxical Parochialism: The Reinvention of Philosophy as Greek, in: Keith Ansell-Pearson, Benita Parry, & Judith Squires (Hg.): Cultural Readings of Imperialism: Edward Said and the Gravity of History (New York: St. Martin’s Press, 1997), S. 212–226.
- The Violence of the Face: Peace and Language in the Thought of Levinas, in: Philosophy and Social Criticism, 23, 6 (1997), S. 81–93.
- What Comes Around Goes Around: Derrida and Levinas on the Economy of the Gift and the Gift of Genealogy, in: Alan D. Schrift (Hg.): The Logic of the Gift: Toward an Ethic of Generosity (New York & London: Routledge, 1997), S. 256–273.
- Casting the Slough: Fanon’s New Humanism for a New Humanity, in Lewis R. Gordon, T. Denean Sharpley-Whiting & Renée T. White (Hg.), Fanon: A Critical Reader (Oxford, Blackwell, 1996), S. 113–121.
- The Double Face of the Political and the Social: Hannah Arendt and America’s Racial Divisions, in: Research in Phenomenology, 26 (1996), S. 3–24.
- Heidegger and the Invention of the Western Philosophical Tradition, in: Journal of the British Society for Phenomenology 26 (1995), S. 240–254.
- ‘I Will Tell You Who You Are.’ Heidegger on Greco-German Destiny and Amerikanismus, in: Babette E. Babich (Hg.): From Phenomenology to Thought, Errancy, and Desire: Essays in Honor of William J. Richardson, S. J. (Dordrecht: Kluwer Academic Publishers, 1995).
- On Heidegger’s Other Sins of Omission: His Exclusion of Asian Thought from the Origins of Occidental Metaphysics and His Denial of the Possibility of Christian Philosophy, in: American Catholic Philosophical Quarterly 69 (1995), S. 333–50.
- Only the Persecuted...: Language of the Oppressor, Language of the Oppressed, in: Adriaan T. Peperzak (Hg.): Ethics as First Philosophy: The Significance of Emmanuel Levinas for Philosophy, Literature and Religion (New York & London: Routledge, 1995), S. 77–86.
- Sartre’s Gaze Returned: The Transformation of the Phenomenology of Racism, in: Graduate Faculty Philosophy Journal 18, 2 (1995), S. 201–221.
- ‘You Don’t Know What I’m Talking About’: Alterity and the Hermeneutic Ideal, in: Lawrence K. Schmidt (Hg.): The Specter of Relativism: Truth, Dialogue, and Phronesis in Philosophical Hermeneutics (Evanston: Northwestern University Press, 1995), S. 178–194.
- Repetition and Tradition: Heidegger’s Destructuring of the Distinction Between Essence and Existence in Basic Problems of Phenomenology, in Theodore Kisiel & John van Buren (Hg.): Reading Heidegger from the Start: Essays in His Earliest Thought (Albany: State University of New York Press, 1994).
- On Deconstructing Nostalgia for Community within the West: The Debate Between Nancy and Blanchot, in: Research in Phenomenology, 23 (1993), S. 3–21.
- Politics Beyond Humanism: Mandela and the Struggle against Apartheid, in: Gary B. Madison (Hg.): Working Through Derrida (Evanston: Northwestern University Press, 1993), S. 94–120.
- Locke’s Almost Random Talk of Man: The Double Use of Words in the Natural Law Justification of Slavery, in: Perspektiven der Philosophie: Neues Jahrbuch 18 (1992), S. 293–318.
- No More Stories, Good or Bad: de Man’s Criticisms of Derrida on Rousseau, in David Wood (Hg.): Derrida: A Critical Reader (Oxford: Blackwell, 1992).
- Who is my Neighbor? Who is the Other? Questioning 'the Generosity of Western Thought', in Ethics and Responsibility in the Phenomenological Tradition: The Ninth Annual Symposium of the Simon Silverman Phenomenology Center (Pittsburgh: Simon Silverman Phenomenology Center, Duquesne University, 1992), S. 1–31.
- Habermas and Arendt on the Philosopher’s 'Error': Tracking the Diabolical in Heidegger, in: Graduate Faculty Philosophy Journal, 14, 2 (1991), S. 3–24.
- Skepticism in the Face of Philosophy, in: Bernasconi & Critchley (Hg.): Re-Reading Levinas (1991), S. 149–161.
- The Ethics of Suspicion, Research in Phenomenology 20 (1990): 3–18.
- The Heidegger Controversy, in: German Historical Institute London Bulletin 12 (1990), S. 3–9.
- Rousseau and the Supplement to the Social Contract: Deconstruction and the Possibility of Democracy, in: Cardozo Law Review, 11 (1990), S. 1539–1564.
- One-Way Traffic: The Ontology of Decolonization and its Ethics, in: Galen A. Johnson & Michael B. Smith (Hg.): Ontology and Alterity in Merleau-Ponty (Evanston: Northwestern University Press, 1990), S. 14–26.
- Heidegger’s Destruction of Phronesis, in: Southern Journal of Philosophy 28 supp. (1989), S. 127–147.
- Rereading Totality and Infinity, in: Arleen B. Dallery & Charles E. Scott (Hg.): The Question of the Other (Albany: State University of New York Press, 1989), S. 23–34.
- Seeing Double: Destruktion and Deconstruction, in: Diane P. Michelfelder & Richard E. Palmer (Hg.): Dialogue and Deconstruction: The Gadamer-Derrida Encounter (Albany: State University of New York Press, 1989).
- Deconstruction and Scholarship, in: Man and World, 21 (1988), S. 223–230.
- ‘Failure of communication’ as a Surplus: Dialogue and Lack of Dialogue between Buber and Levinas, in: Bernasconi & Wood (Hg.); The Provocation of Levinas: Rethinking the Other (1988), S. 100–135.
- The Silent, Anarchic World of the Evil Genius, in: Guiseppina Moneta, John Sallis & Jacques Taminiaux (Hg.): The Collegium Phaenomenologicum: The First Ten Years (Dordrecht: Martinus Nijhoff, 1988), S. 257–272.
- Fundamental Ontology, Metontology and the Ethics of Ethics, in: Irish Philosophical Journal, 4 (1987), S. 76–93.
- Levinas: Philosophy and Beyond, in Hugh J. Silverman (Hg.), Continental Philosophy 1 (New York: Routledge, 1987): 232–258.
- Technology and the Ethics of Praxis, in: Acta Institutionis Philosophiae et Aestheticae (Tokyo) 5 (1987), S. 93–108.
- Hegel and Levinas: The Possibility of Reconciliation and Forgiveness, in: Archivio di Filosophia, 54 (1986), S. 325–346.
- Levinas and Derrida: The Question of the Closure of Metaphysics, in: Richard A. Cohen (Hg.): Face to Face with Levinas (Albany: State University of New York Press, 1986), S. 181–202.
- The Good and the Beautiful, in: W. S. Hamrick (Hg.): Phenomenology in Practice and Theory (Dordrecht: Martinus Nijhoff, 1985).
- The Trace of Levinas in Derrida, in: Bernasconi & Wood (Hg.): Derrida and Différance (1985), S. 13–30.
- Levinas Face to Face—With Hegel, in: Journal of the British Society for Phenomenology, 13 (1982), S. 267–276.
- Levinas on Time and the Instant, in: Bernasconi & Wood (Hg.): Time and Metaphysics (1982), S. 199–217.